# كرايغ بيانكي
كرايغ بيانكي (بالإنجليزية: Craig Bianchi)‏ (25 مارس 1978 كيب تاون جنوب أفريقيا - ) هو لاعب كرة قدم جنوب أفريقي يلعب كمدافع.

## مسيرته الكروية
لعب كرايغ بيانكي خلال مسيرته الاحترافية مع 4 أندية في ثمانية عشر موسمًا وسجل خلالها 9 أهداف ضمن 272 مباراة. ولم يفز بأي موسم بالكأس وفاز في موسم واحد بالدوري.
خاض كرايغ بيانكي مسيرته مع نادي هيلانك في موسم 1994 ليلعب معه ثمانية مواسم، مشاركًا في 173 مباراة سجل خلالها 8 أهداف. ثم انتقل إلى نادي ماميلودي صن داونز في موسم 2002–03 ليلعب معه أربعة مواسم، حيث شارك في 60 مباراة سجل خلالها هدفًا واحدًا. لينتقل بعدها إلى ماريتزبرغ يونايتد ‏ في موسم 2005–06 لمدة موسم واحد، مشاركًا في 10 مباريات ولم يسجل أي هدف. ثم انتقل إلى سانتوسفي موسم 2006–07 ليلعب معه خمسة مواسم، مشاركًا في 29 مباراة ولم يسجل أي هدف أيضًا.

## روابط خارجية
- كرايغ بيانكي على موقع قاعدة بيانات كرة القدم.إي يو (الإنجليزية)
- كرايغ بيانكي على موقع ناشيونال فوتبول تيمز (الإنجليزية)